# Brategg-Expedition
Die Brategg-Expedition (offiziell: Norwegische Antarktisexpedition 1947–1948) war eine von der Vereinigung der norwegischen Walfangunternehmen in Zusammenarbeit mit der Norwegischen Geographischen Gesellschaft organisierte biologische und hydrologische Forschungsreise in die Antarktis.

## Verlauf
Die Expeditionsmannschaft auf dem Forschungsschiff Brategg um Kapitän Nils Larsen (1900–1976), der zuvor an den ersten Antarktisfahrten des norwegischen Walfangunternehmers Lars Christensen teilgenommen hatte, umfasste 17 Crewmitglieder und vier Wissenschaftler. Zu letzteren gehörten der Zoologe und Expeditionsleiter Holger Holgersen (1914–1996), die Ozeanografen Johan M. Natvig und Lars Midttun von der Universität Bergen sowie der Meeresbiologe Frederick Beyer von der Universität Oslo. Die Brategg verließ Sandefjord am 22. Oktober 1947, durchfuhr nach der Atlantikpassage die Magellanstraße auf dem Weg in den Pazifik und drang danach in das antarktische Packeis vor. Insgesamt wurden in der Bellingshausen-See und in der Amundsen-See der Westantarktis an insgesamt 57 Messpunkten hydrographische Untersuchungen durchgeführt. Am 10. Februar 1948 besuchte die Mannschaft die Peter-I.-Insel. Dabei wurden erstmals die Antarktikskua und der Zügelpinguin als Brutvögel auf der Insel nachgewiesen. Im April 1948 endete die Forschungsreise in Oslo.